# Ligusticum pseudoangelica
Ligusticum pseudoangelica là một loài thực vật có hoa trong họ Hoa tán. Loài này được H. Boissieu mô tả khoa học đầu tiên năm 1903.